# Morten Christensen (skuespiller)
 For alternative betydninger, se Morten Christensen (flertydig). (Se også artikler, som begynder med Morten Christensen)
Morten Christensen (født 21. april 1975) er en dansk skuespiller. Morten blev uddannet skuespiller på Skuespillerskolen ved Odense Teater i 2005. Han spiller bl.a. rollen som Knud Christensen i Hvidsten Gruppen.